# اریکا تونوکا
اریکا تونوکا (انگلیسی: Erica Tonooka؛ زادهٔ ۱۱ ژوئن ۱۹۹۱) بازیگر اهل ژاپن است.